# Женщины на Мадагаскаре

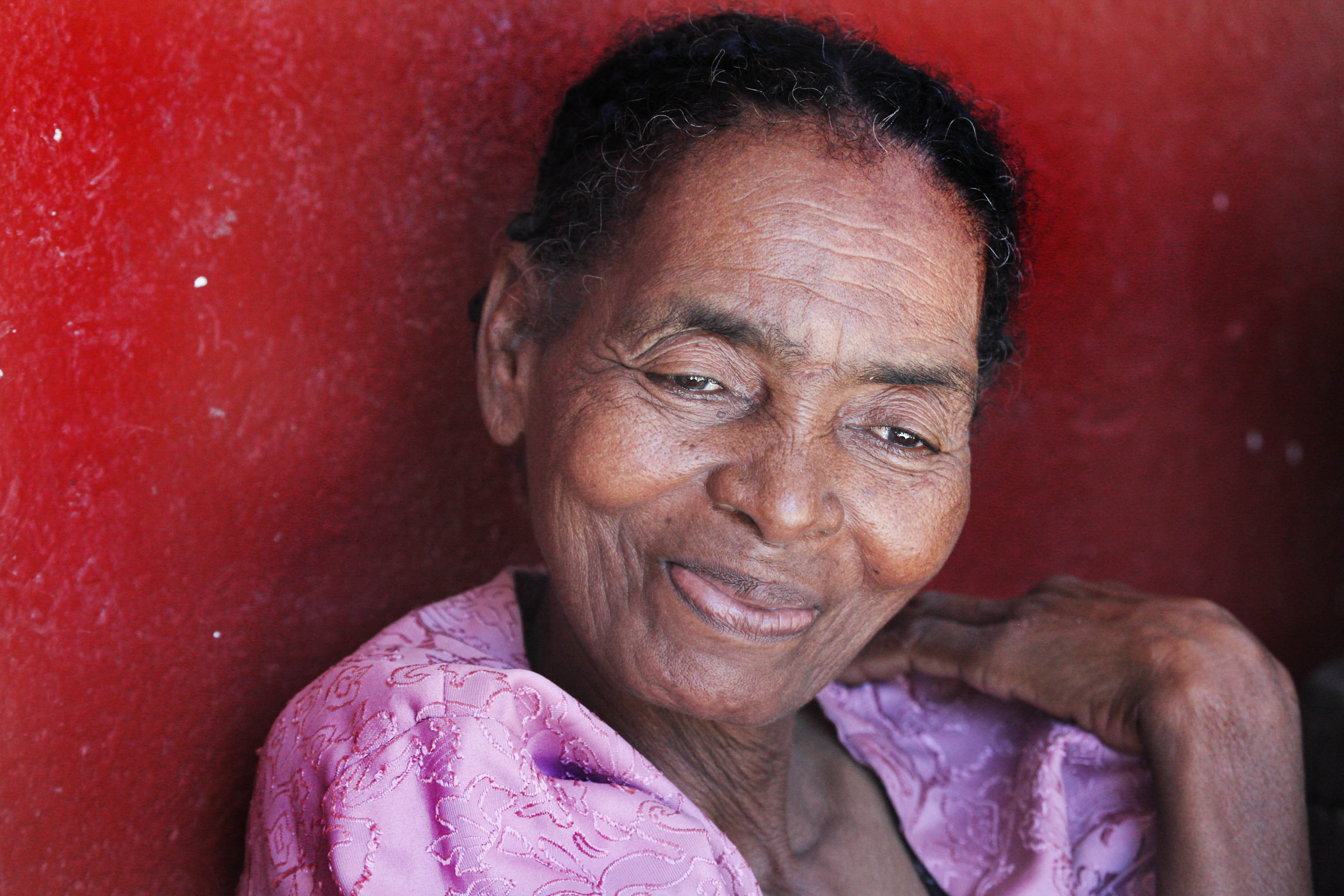
Пожилая малагасийская женщина

Женщины на Мадагаскаре, также известные как малагасийские женщины или мальгашские женщины, обычно живут дольше, чем мужчины. Выйдя замуж молодыми, они традиционно подчиняются своим мужьям. Примерно треть родили первого ребёнка в возрасте до 19 лет, а те, кто хочет отложить рождение детей, могут не иметь доступа к противозачаточным средствам. Аборт является обычным явлением, и, по оценкам, он был у 24 процентов женщин. Хотя они конституционно равны с мужчинами, но имеют неравные права собственности и возможности трудоустройства в определённых областях.

## Здоровье
Ожидаемая продолжительность жизни малагасийских женщин выше, чем у мужчин: в среднем 61,3 года по сравнению с 57,7 года для мужчин в 2010 году. Женщин больше, чем мужчин; женщины составляли 50,3 процента населения страны в 2010 году, при общей численности населения 19 669 953 человека.
Среди малагасийских женщин широко распространена анемия, 36 процентов страдают от неё в той или иной форме, в основном в лёгкой форме. Распространённость её снизилась за последние годы. Распространённость ВИЧ/СПИДа на Мадагаскаре ниже, чем в среднем по Африке, при этом национальный показатель оценивается в 1 процент. У беременных показатели заболеваемости ВИЧ/СПИДом низкие. Однако частота других заболеваний, передающихся половым путём, особенно сифилиса, высока.

## Семейная жизнь

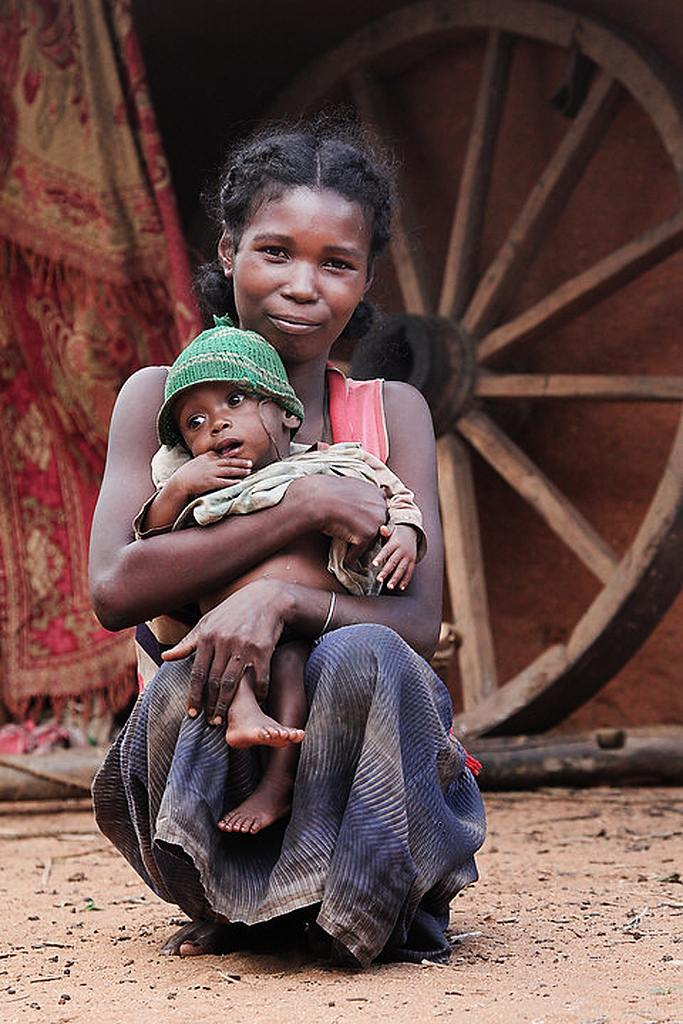
Малагасийская женщина со своим ребёнком

Малагасийский закон устанавливает 14 лет как нижний порог возраста для женщин при вступлении в брак, что ниже минимального возраста для мужчин. До 18 лет для вступления женщины в брак требуется только согласие родителей, а женщины старше 18 лет должны дать собственное согласие. По данным ООН, 34 процента женщин в возрасте от 15 до 19 лет уже состояли в браке. Многожёнство запрещено, но всё же случается. Культура традиционно патриархальная.

## Фертильность
Суммарный коэффициент рождаемости на Мадагаскаре снижается, но пока ещё остаётся высоким. Ожидается, что этот эффект исчезнет в течение 30 лет.
Примерно треть малагасийских женщин в возрасте до 19 лет уже имели хотя бы одного ребёнка, и большинство из них кормили грудью, при этом 51 процент кормили исключительно грудью в течение шести месяцев.
Хотя малагасийские женщины стали всё чаще использовать как пероральные, так и инъекционные противозачаточные средства, их недостаточно; только 1,5 процента женщин используют имплантированные противозачаточные средства. Уровень абортов оценивается в 1 из 10 беременностей, при этом 24 процента женщин делали аборт. Пятнадцать процентов замужних женщин, желающих использовать противозачаточные средства, не имеют доступа к инициативам по планированию семьи. В большинстве случаев муж женщины полностью или частично решает, какие действия следует предпринять. Меньшинство (9 процентов женщин и 8 процентов мужчин) придерживается мнения, что муж может избить свою жену, если она откажется от секса.
Эффект образования повлиял на уровень детской смертности на Мадагаскаре. По словам Марианн Шарп и Иоаны Круз из Всемирного банка, у матерей, получивших среднее образование, умирают на 40 — 50 процентов младенцев меньше, чем у менее образованных женщин. Более молодые женщины также реже рожают младенцев, которые умирают в молодом возрасте. Средний уровень перинатальной смертности снизился с 2003 года.
Показатель материнской смертности на Мадагаскаре ниже, чем в среднем в странах Африки к югу от Сахары — в общей сложности 498 смертей на 100 000 живорождений. Этот уровень смертности оставался стабильным в период с 2000 по 2009 год. На этот показатель повлияли многие факторы. Хотя 86 процентов проходят дородовые осмотры, 49 процентам из них не сообщают, есть ли осложнения. Примерно 46 процентов молодых матерей проходят менее четырёх сеансов послеродового ухода. Большинство женщин рожают вне медицинских центров, и число тех, кому помогли при родах, сокращается; по данным Шарп и Круз, 35 процентов малагасийских женщин, рожающих вне медицинских центров, не получают медицинской помощи. Аборты из-за нежелательной беременности также довольно распространены.

## Хозяйство

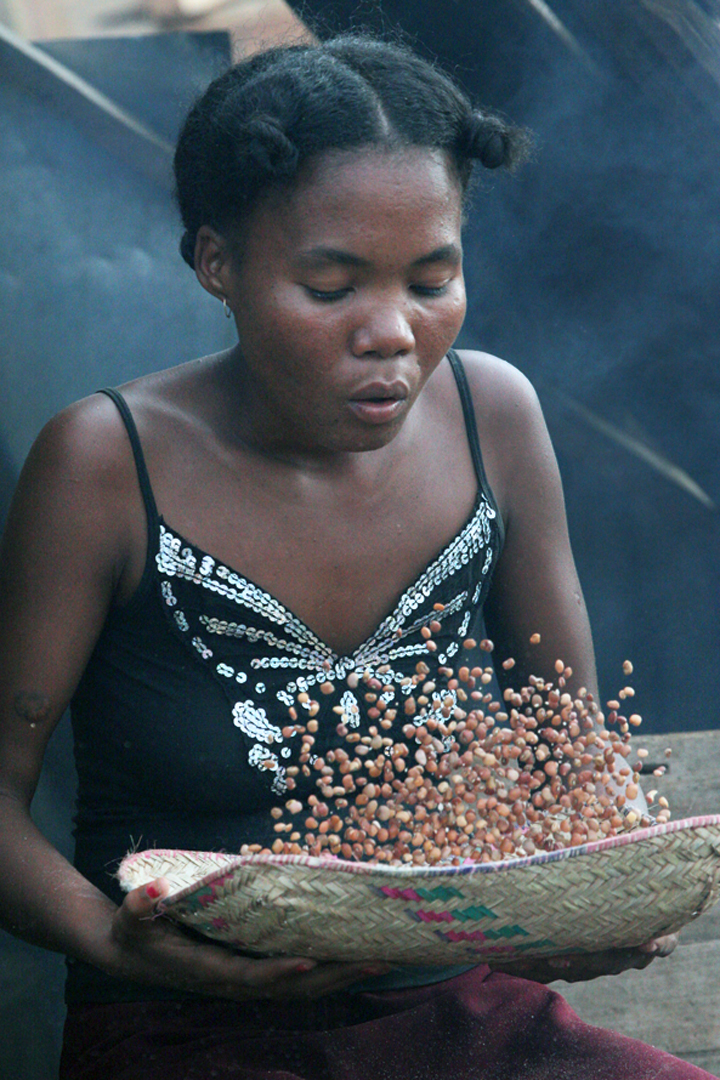
Малагасийская женщина готовит арахис

Богатые малагасийские женщины и женщины из среднего класса тратят много времени на приготовление пищи и могут работать на производстве маниока, риса и кукурузы. Более бедные женщины часто работают на производстве риса вместе с членами семьи — мужчинами, хотя чаще всего они работают с зерновыми культурами на засушливых полях. Вне сезона сбора урожая они могут производить и продавать другие товары, чтобы заработать доход для своих семей.
Малагасийские женщины участвуют в издольщине. Некоторые из них, в том числе разведённые женщины, владеющие землей, без адекватной поддержки со стороны мужчин, поручают работу родственникам или другим членам общины, в то время как другие могут работать на долевых землях вместе со своими мужьями. Однако издольщиц-женщин редко учитывают отдельно от их мужей.

## Гендерное равенство
Дискриминация по признаку пола запрещена Конституцией Мадагаскара. Однако Организация экономического сотрудничества и развития (ОЭСР) отмечает, что до сих пор поступают сообщения о дискриминации в праве наследования. ОЭСР оценила степень гендерной дискриминации как среднюю по Индексу социальных институтов и гендера.
По закону женщины имеют равные права собственности, хотя в районах восточного побережья Мадагаскара они могут быть не в состоянии владеть землёй. Им разрешено владеть собственным бизнесом, и им не требуется разрешение от мужа на приобретение земли. Их гражданские свободы, как правило, уважаются. Однако в случае супружеского насилия женщины должны сами сообщать о преступлении, чтобы полиция начала действовать. Хотя вызов полиции является редкостью.
Женщины также имеют традиционное право, известное как мисинтака (фр. droit de misintaka), которое позволяет им временно оставить своих мужей. Это право закреплено за женой на законодательном уровне и применяется в случае, если её муж совершит серьёзное нарушение обязательств и обязанностей, вытекающих из брака. Жена может временно покинуть семейный дом и уйти к своим родителями или близким родственникам, в центр жертв насилия или к любому «добросовестному человеку» на два месяца. Чтобы вернуть жену в дом, до истечения этого срока муж обязан провести обряд раскаяния «Фамподиана» (фр. Fampodiana) в присутствии своих родителей или близких родственников либо, при отсутствии таковых, в присутствии лиц знатного происхождения. Женщина может в любой момент вернуться в семейный дом по собственному желанию.
Бытует мнение, что женщины на Мадагаскаре должны сосредоточиться на приготовлении пищи, а сельским хозяйством должны заниматься мужчины. Таким образом, более бедным малагасийским женщинам не разрешается заниматься сельским хозяйством на чужих землях.
При разводе малагасийские женщины традиционно получают треть имущества, приобретённого в браке, а оставшиеся две трети получают их мужья; они также могут решить хранить свою собственность отдельно во время брака. В случае смерти мужа малагасийская вдова, родившая ребёнка, получает половину общего имущества. Однако, если пара была бездетной, большая часть наследства достаётся семье мужа.